# Great Yarmouth
Great Yarmouth este un oraș și un district ne-metropolitan situat în Regatul Unit, reședința comitatului Norfolk, în regiunea East, Anglia. Districtul are o populație de 93.400 locuitori, din care 47.288 locuiesc în orașul propriu zis Great Yarmouth.

## Orașe din cadrul districtului
- Great Yarmouth